# Vipoig
Vipoig (död omkring år 341 e.Kr.) var en piktisk sagokung kung som enligt traditionen regerade från cirka år 311 till 341. Han är endast känd från Piktiska krönikan, en kungalängd över pikternas regenter.
Vipoig är den tidigaste kungen som omnämns i krönikan, och uppges ha efterträtts av Canutulachama.